# Auto-Stop girl
Pour plus de détails, voir Fiche technique et Distribution.
Auto-Stop Girl (Three Into Two Won't Go) est un film britannique réalisé par Peter Hall, sorti en 1969.

## Synopsis
Frances Howard, professeure, rêve d'avoir des enfants. Son mari Steve, cadre commercial, a davantage de goût pour... les expériences sexuelles variées. Quand celui-ci fait monter dans sa voiture la très jolie et très jeune Ella Patterson, une liaison s'ensuit, Steve allant jusqu'à installer sa conquête au domicile conjugal...

## Fiche technique
- Titre : Auto-Stop Girl
- Titre original : Three Into Two Won't Go
- Réalisation : Peter Hall
- Scénario : Edna O'Brien d'après le roman Three Into Two Won't Go d'Andrea Newman, Editions Triton Books, Londres, 1967.
- Musique : Francis Lai
- Direction artistique : Peter Morton
- Décors : Brian Graves
- Costumes : Ruth Myers
- Photographie : Walter Lassally
- Son : Bob Allen, Garth Craven
- Montage : Alan Osbiston
- Production : Julian Blaustein
- Société de production : Julian Blaustein Productions Ltd., Universal Productions Ltd. London
- Société de distribution : 
  - Royaume-Uni : Rank Film Distributors
  - France : Cinema International Corporation
- Pays d'origine :  Royaume-Uni
- Langue originale : anglais
- Format : couleur (Eastmancolor) — 35 mm — son mono
- Genre : Comédie dramatique
- Durée : 92 minutes
- Dates de sortie : 
  - Royaume-Uni : 21 janvier 1971
  - États-Unis : 28 mars 1971
- Classification : 
  - Royaume-Uni : Classé X à sa sortie
  - France : Interdit aux moins de 18 ans à sa sortie

## Distribution
- Rod Steiger : Steve Howard
- Claire Bloom : Frances Howard
- Judy Geeson : Ella Patterson
- Peggy Ashcroft : Belle
- Paul Rogers : Jack Roberts
- Lynn Farleigh : Janet
- Elizabeth Spriggs : Marcia
- Sheila Allen : Beth